# Казематная артиллерийская установка ДОТ-4 образца 1939 года
ДОТ-4 (индекс ГАУ 52-Т-243ТП) — советская казематная артиллерийская установка.

## История создания
Проект разработан в 1938 году ОКБ-43. В 1939 году принята на вооружение РККА. В конце того же года было начато производство на заводе № 8.

## Описание конструкции
45-мм танковая пушка 20-К, спаренная с пулемётом ДС-39 на казематном лафете, снабженная оптическим прицелом КТ-1.
Ствол пушки размещался в шаровом закрытии амбразуры и перемещался в двух плоскостях, цапфы станка перемещались в горизонтальной плоскости на роликах по шаровой опоре на нижнем воротнике броневого короба. Вертикальное перемещение осуществлялось поворотом люльки. Справа от пушки было сидение наводчика, рядом с ним маховики, оптический прицел и нижний спуск, педали для орудия и пулемёта.
Броневой короб амбразуры состоял из двух частей. Внешняя, толщиной 40 мм, выполнялась ступенчатой, шаровое закрытие размерами 230 на 300 мм прижималось к основному посадочному месту внутренней бронеплитой. Труба ствола имела равную толщину снаружи и внутри каземата.
Долговременная огневая точка (ДОТ) оснащалась 7.62-мм пулемётом ДС с оптическим прицелом КТ-1, крепившимся справа от пушки.
- Сектор обстрела: 60°
- Угол вертикального наведения: ± 12°
- Дальнобойность: 3000 м

## Боевое использование
Использовалась для вооружения железобетонных оборонительных сооружений укрепленных районов. На 26 июня 1940 года в войска УР имелось 410 установок. Из них
- в Каменец-Подольском УР — 12
- в Гродненском УР — 24
- в Осовецком УР — 24
- в Брестском УР — 24

Установка оставалась на вооружении ещё долго по окончании Второй мировой войны.

### «Ленинградка»
Когда к начале осени 1941 года Ленинград оказался в блокаде, а отошедшие к нему войска Северного (с 8.09.1941 — Ленинградского) фронта понесли огромные потери в артиллерии, советские артиллеристы нашли выход: производство казематных 45-мм орудий ДОТ-4 на Ижорском заводе и на машиностроительном заводе «Арсенал» № 7 имени Фрунзе было прекращено, а оставшийся большой запас стволов к этим пушкам стали производить как полевые орудия на упрощённом колёсном лафете. Затем для этой же цели использовали и 45-мм танковые пушки 20-К со штатными прицелами.
Проект по переделке пушек 20-К и ДОТ-4 в полевые противотанковые орудия в считанные дня разработал инженер КБ завода № 7 Николай Антонов. В войсках они получили прозвище «ленинградки». Во время войны было выпущено 1689 таких орудий.
Когда в окруженном городе наступил «снарядный голод», то обнаруженные в арсенале Балтийского флота большие запасы невостребованных 47-мм стальных противоминных осколочно-фугасных снарядов от пушек Гочкиса путём стачивания ведущих медных поясков на два миллиметра были превращены в 45-мм бронебойные снаряды для «ленинградки».

## Модернизация
В 1976 году для замены в установках ДОТ-4 устаревших орудий на вооружение были приняты установки 6У11 с 12,7-мм пулеметами НСВ «Утес» на станке 6Т7 Степанова и Барышева.